# Peyton Royce
Cassandra McIntosh, meglio conosciuta con il ring name Peyton Royce (Sydney, 10 novembre 1992), è una wrestler australiana.
È nota maggiormente per i suoi trascorsi in WWE, dove ha detenuto una volta il Women's Tag Team Championship in coppia con Billie Kay.

## Biografia
Cassandra McIntosh ha iniziato a guardare il wrestling nel 2002, all'età di dieci anni, e cita Eddie Guerrero come sua prima fonte di ispirazione. Ha frequentato le scuole superiori a Sydney insieme alla collega e amica Jessie McKay, meglio conosciuta con il ring name Billie Kay.

## Carriera

### Circuito indipendente (2010–2015)
Nel 2009 Cassie McIntosh ha iniziato ad allenarsi presso l'accademia di Lance Storm a Calgary (Canada). Tra il 2010 e il 2015 ha lottato in varie federazioni indipendenti australiane e statunitensi, tra cui la Shimmer Women Athletes, la Shine Wrestling e la Melbourne City Wrestling.

### WWE (2015–2021)

#### NXTe Iconic Duo (2015–2018)

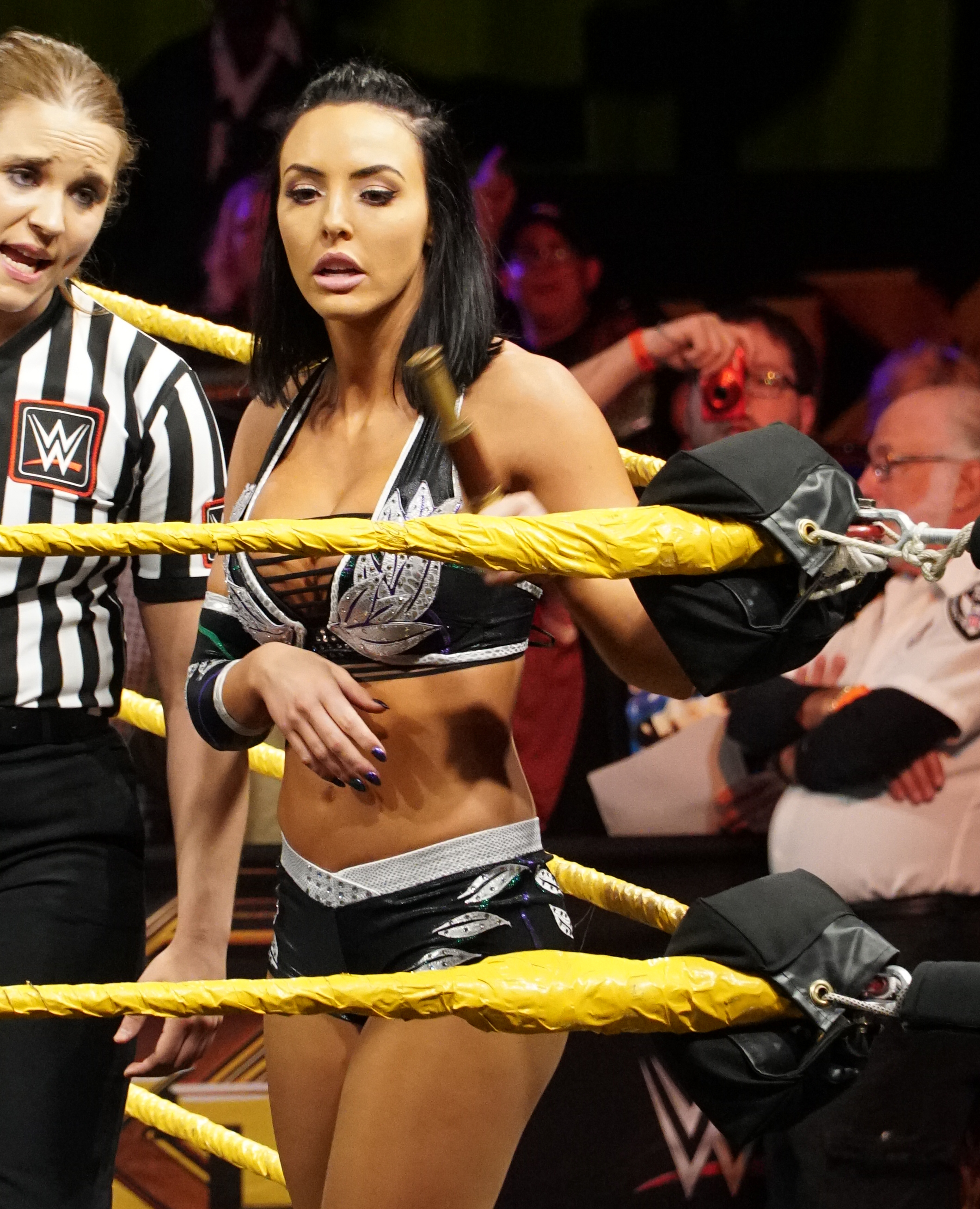
Peyton Royce nel 2018

Il 13 aprile 2015, firma un contratto con la WWE e viene mandata nel roster di sviluppo, NXT. Debutta sul ring il 15 maggio come KC Cassidy perdendo contro l'NXT Women's Champion Sasha Banks. Il 7 agosto adotta il nuovo ring name Peyton Royce. In ottobre forma con Billie Kay il tag team The Iconic Duo. Le due hanno un feud con Liv Morgan, che culmina in un six woman tag team match il 23 novembre a NXT, nel quale Morgan, Aliyah & Ember Moon sconfiggono Royce, Kay & Daria Berenato.
Nel corso dell'anno, Royce ottiene vittorie contro Aliyah, Sarah Logan, e Ruby Riott. Dopo aver sconfitto Liv Morgan e Nikki Cross in un triple–threat match, all'evento NXT TakeOver: WarGames Royce partecipa a un fatal–four-way match per il vacante titolo NXT Women's Championship, che viene vinto da Ember Moon. In dicembre la Royce viene sconfitta dalla Moon in un match non titolato, che sarà il suo ultimo a NXT.
L'8 aprile, nel Kick-off di WrestleMania 34, Peyton partecipò alla prima edizione della WrestleMania Women's Battle Royal, ma venne eliminata da Sarah Logan.

#### The IIconics (2018–2020)

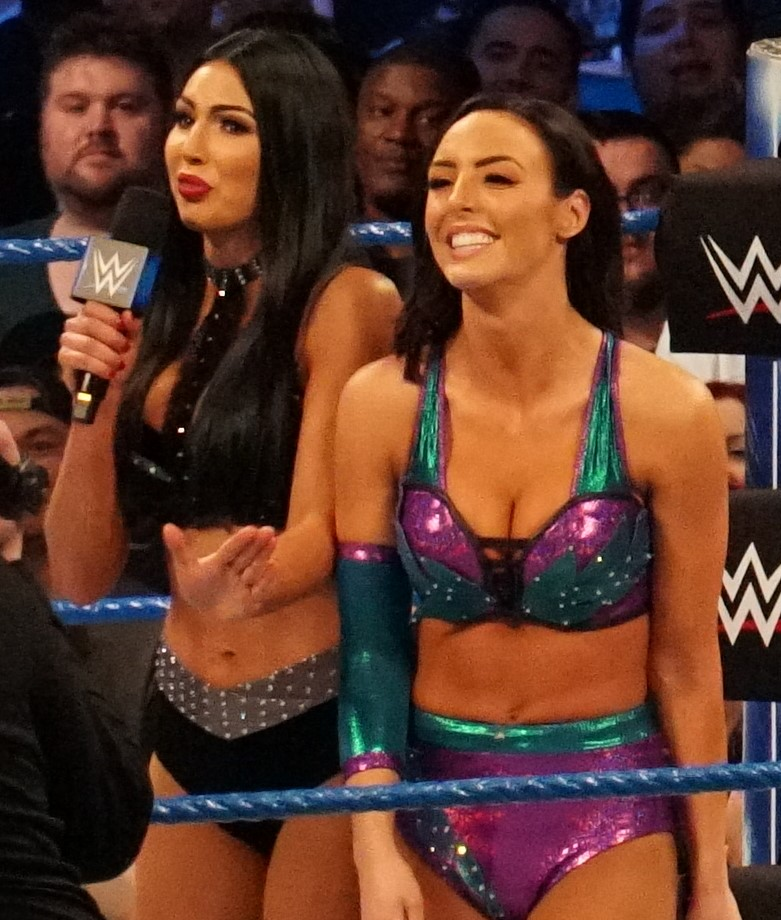
Billie Kay e Peyton Royce nel 2018

Royce & Kay, ora ribattezzate The IIconics esordiscono nel roster principale il 10 aprile 2018 a SmackDown Live attaccando l'allora SmackDown Women's Champion Charlotte Flair. Due settimane dopo, le IIconics ottengono la prima vittoria sconfiggendo Asuka & Becky Lynch. Nei mesi seguenti, Royce lotta vari match singoli e di coppia ma perde quasi sempre. In agosto le IIconics iniziano un feud con Naomi, e tutte e due la sconfiggono singolarmente. In seguito Royce & Kay partecipano alla prima edizione del pay–per–view tutto al femminile Evolution; dove sono le prime due eliminate in una battle royal.
Il 27 gennaio 2019 prendono parte al Royal Rumble match rispettivamente con il numero 7 e 9, riescono ad eliminare Nikki Cross, ma poi sono eliminate da Lacey Evans. A Elimination Chamber, le IIconics prendono parte al tag team Elimination Chamber match per l'assegnazione del titolo WWE Women's Tag Team Championship, che viene vinto da Sasha Banks & Bayley. In marzo è poi la volta di un feud con Banks & Bayley, che sconfiggono in un match senza titoli in palio. Grazie alla vittoria, le due (e altre due coppie) sfidano Banks & Bayley per le cinture a WrestleMania 35 in un fatal four–way match. Le IIconics riescono a vincere il match quando Kay schiena Bayley e vincono i titoli Women's Tag Team Championship per la prima volta. Il 5 agosto a Raw le IIconics perdono le cinture in favore di Alexa Bliss & Nikki Cross in un fatal-4-way match.
Il 16 ottobre 2019, viene annunciato che per effetto del darft le IIconics passano al brand di Raw.
Dopo una breve assenza dalle scene, Royce & Kay tornano nella puntata di Raw dell'11 maggio 2020, interrompendo le campionesse WWE Women's Tag Team Alexa Bliss & Nikki Cross. Dopo averle sconfitte in un match non titolato, nel corso dell'estate seguente le sfidano senza successo in diverse occasioni senza riuscire a riconquistare i titoli. Successivamente prendono in giro Ruby Riott nel backstage sbeffeggiandola perché non ha amici, e l'episodio fa nascere una rivalità. A Payback le IIconics vengono sconfitte da Riott & Liv Morgan. La sera successiva a Raw, le IIconics furono costrette a dividersi dopo aver perso un incontro contro la Riott Squad.

#### Competizione singola (2020–2021)
Nel draft dell'ottobre 2020, Peyton resta a Raw, mentre Billie passa a SmackDown. Inizia quindi a lottare in coppia con Lacey Evans fino a quando quest'ultima annuncia la sua gravidanza.
Il 15 aprile 2021 Peyton è stata rilasciata dalla WWE.
Domenica 10 ottobre le ex Peyton Royce e Billie Kay sono state selezionate ad Impact Wrestling chiamate The IInspiraction.

## Vita privata
McIntosh è sposata dall'agosto del 2019 con il collega Ronald Arniell (Shawn Spears).

## Personaggio

### Mosse finali
- Venus Fly Trap (Bridging fisherman suplex)
- Spinning brainbuster

### Soprannomi
- "Venus Fly Trap"

## Titoli e riconoscimenti
- International Pro Wrestling: United Kingdom
  - IPW: UK Women's Championship (1)
- Prairie Wrestling Alliance
  - PWA Women's Championship (1)
- Pro Wrestling Illustrated
  - 43ª tra le 50 migliori wrestler femminili nella PWI Female 50 (2017)
- Sports Illustrated
  - 24ª tra le 30 migliori wrestler femminili dell'anno (2018)
  - 50ª tra le 50 migliori tag team dell'anno (2020) – con Billie Kay
- WWE
  - WWE Women's Tag Team Championship (1) – con Billie Kay
  - NXT Year–End Award (1)
    - Breakout of the Year (2016) - con Billie Kay